# آيريس (مسلسل 2009)
آيريس (بالكورية: 아이리스) هو مسلسل تلفزيوني كوري جنوبي عُرض سنة 2009، من بطولة لي بيونغ هون، وكيم تاي هي، وجونغ جون هو، وكيم سونغ وو، وكيم سوو يون، وتوب. تدور الأحداث حول صديقين مقرّبين من وحدة المهمات الخاصة 707، يتم تجنيدهما في وكالة سرية تابعة لخدمة الاستخبارات الكورية الجنوبية تُعرف باسم «جهاز الأمن القومي». وبينما تتعرض ولاءات الصديقين لاختبارات قاسية، ويضطران لتكوين تحالفات غير متوقعة، تأخذهما الرحلة من موطنهما إلى المجر واليابان والصين، حيث يجدان نفسيهما في قلب مؤامرة دولية كبرى تهدد الأمن العالمي. بُث المسلسل على قناة كي بي إس 2 من 14 أكتوبر حتى 17 ديسمبر 2009، وذلك كل يوم أربعاء وخميس في تمام الساعة 21:55 بتوقيت كوريا الجنوبية.
بميزانية تجاوزت 40 مليار وون كوري (ما يعادل 34.97 مليون دولار أمريكي)، يُعد مسلسل آيريس إلى جانب مشتقه أثينا: إلهة الحرب من أغلى الإنتاجات في تاريخ الدراما الكورية. وقد حقق المسلسل نجاحًا نقديًا وتجاريًا كبيرًا، حيث تجاوز متوسط نسب المشاهدة 30%، وظل يتصدر ترتيب البرامج الأسبوعي بشكل مستمر منذ لحظة عرضه الأولى.
حصد المسلسل العديد من الجوائز الكبرى في حفل جوائز دراما كي بي إس لعام 2009، من بينها الجائزة الكبرى التي نالها الممثل لي بيونغ هون عن أدائه الاستثنائي.
وقد أدى النجاح الكبير للمسلسل إلى إنتاج فيلم سينمائي، ومسلسل مشتق عُرض عام 2010، بالإضافة إلى موسم تكميلي في عام 2013.

## قصة المسلسل
صديقان مقربان كالأخوة، «كيم هيون جون» و«جين سا وو»، يتدربان في وحدة المهمات الخاصة 707 التابعة لجيش جمهورية كوريا، حتى يتم استقطابهما بشكل منفصل من قبل وكالة الأمن القومي بواسطة العميلة السرية الجميلة «تشي سو هي». غير مدركين لاستقطابهما، يُحتجز الصديقان سرًا ويخضعان لاختبار تعذيب محاكٍ، يجتازانه بنجاح ليصبحا مؤهلين كعملاء لدى الوكالة. خلال هذه الفترة، يقعا كلاهما في حب «سو هي» التي أخفت عنهما حقيقة استقطابهما.
بعد اجتياز الاختبار، يُقدمان إلى مدير الوكالة «بايك سان»، الذي يشرح لهما أن وكالة الأمن القومي هي منظمة سرية مكلفة بمنع التهديدات الأجنبية وحماية مصالح البلاد من خلال عمليات سرية، بما في ذلك اغتيال أي شخص يهدد الأمن القومي لكوريا الجنوبية. منذ تأسيسها عام 1976 في عهد بارك جونغ هي، بقي وجود الوكالة سرًا حتى عن الرئيس نفسه.
بعد انضمامهما، يكتشف الصديقان أن «سو هي» كانت العميلة المستترة التي استقطبتهما، مما يصدمهما ويجرح مشاعرهما، خصوصًا هيون جون الذي يشعر بأنه تم اللعب بمشاعره. أثناء عشاء احتفالي للفريق، يواجهها هيون جون وحده، وتشتعل بينهما مشاعر الحب التي تبادلاها سرًا. بعدها، يستمران في علاقة عاطفية سرية.
يُرسل هيون جون في مهمة منفردة إلى المجر، حيث ينجح في تنفيذها لكنه يُصاب أثناء الهروب. يكتشف لاحقًا خيانة «سا وو» له. تحاول «سو هي» مساعدته على الهروب، لكن انفجار سيارة يفصل بينهما ويجعلهما يظنان موت الآخر. يُنقذ هيون جون بواسطة صوت مجهول ويتعرف على منظمة سرية تُدعى «آيريس». بعد عام، يعود إلى كوريا للانتقام في وقت تسعى فيه الكوريتان لإعادة التوحيد، لكن أعضاء «آيريس» يسعون لمنع ذلك عبر هجوم على مركز تجاري واحتجاز رهائن لابتزاز الحكومتين وتهديد رئيس كوريا الجنوبية. يتولى هيون جون التفاوض للإفراج عن الرهائن، وتُقتل «سا وو»، مما يمهد لاستئناف محادثات السلام.
في قمة إعادة التوحيد، يطلب الرئيس من هيون جون أن يكون بجانبه، بينما يكتشف عملاء وكالة الأمن القومي أنهم تعرضوا للخداع: الرهائن الذين اعتقدوا أنهم أُعدموا هم في الواقع عملاء «آيريس» الذين تسللوا إلى القمة بهدف قتل الوفود. رغم وقوع مجزرة، تفشل الخطة بفضل تدخل «سو هي» التي تنتحل شخصية عميلة «آيريس» وتوقف المهاجمين، مما يثير ذعرًا واسعًا. في النهاية، ينجو الرئيس وقوات كوريا الشمالية، وينقذ هيون جون الموقف مرة أخرى.
بعد الأحداث، يغادر هيون جون و«سو هي» الوكالة ليبدآ حياة طبيعية. أثناء انتظارها له في منارة، يصل إليها ليطلب يدها للزواج، لكن أثناء قيادته للسيارة يُصاب برصاصة قناص في الرأس ويموت وهو ينظر إليها من بعيد، دون أن تعلم هي بذلك.

## طاقم التمثيل
- لي بيونغ هون بدور كيم هيون جون[5]
- كيم تاي هي بدور تشوي سونغ هي
- جونغ جون هو بدور جين سا وو
- كيم سو يون بدور كيم سن هو
- يون جي مون بدور بارك سانغ هيونغ
- يون جو سانغ في بدور أوه هيون كيو
- كيم يونغ تشول بدور بايك سان
- توب بدور فيكي

## الإنتاج
كلفت الدراما قيمة أنتاجية ضخمة تقدر بي 40 مليار وون (34$ دولار أمريكي) واجتذبت اهتمامًا واسعًا بسبب ميزانيتها القياسية وقوة النجوم
- التخطيط : جيونغ تاي وان
- المنتج التنفيذي : تشوي جي يونغ (قسم الدراما KBS)
- المنتج : كيم يونغ جو (قسم الدراما KBS)
- مدير الإنتاج : جو هيونغ جيل
- مشرف الإنتاج : كيم جونغ هيون
- منتج الإنتاج : شين يي ريم، بايك جين دونغ، كيم سول ماي
- الصورة : كيم تشون سوك، بارك جاي هونغ
- الإضاءة : ليم جاي غوك، كيم هون
- الفن : هارموني، تشوي هيون سيوك
- تحرير : كيم صن مين
- الموسيقى : لي دونغ جين، تشوي سونغ كوان
- الصوت : بارك جون أوه
- فنون الدفاع عن النفس : تخصص
- المؤثرات الخاصة : جيونغ دو آن، كيم هي كيونغ
- السيناريو : هيون جون كيم، جيون تشو، جايون كيم
- المخرج : كيوتاي كيم، يونهو يانغ
- فريق الإنتاج : تايوون انترتينمنت[6]

## الوسائط

### موسيقى
أُصدرت الموسيقى التصويرية الأصلية لآيريس في ألبوم مكون من 16 مسارًا في 13 نوفمبر 2009، مع موسيقى من تأليف يي دونج جون وتشوي سيونج جوون. احتوت الموسيقى التصويرية على عدد من الموضوعات الصوتية المستخدمة في المسلسل، بما في ذلك تلك التي أدوها بايك دجي-يونغ وشين سيونغ هون وبيج بانغ.
في 24 ديسمبر تم إصدار مجموعة من قرصين كإصدار محدود مع كتاب صور من 76 صفحة. احتوى القرص الأول على عشرة مواضيع صوتية، تم استخدام أربعة منها في النصف الثاني من السلسلة ولم يتم تضمينها في الإصدار الأصلي. وجمع القرص الثاني خمسة عشر آلة موسيقية مستخدمة كخلفيات أثناء تشغيل العرض، بما في ذلك أربعة ليست على المجموعة السابقة.
في الأسبوع الذي سبق العرض الأول لآيريس على التلفزيون الياباني، أُعلن أن بيج بانغ ستساهم بأغنية جديدة كليًا ليتم إدراجها في بث TBS. وبعنوان "Tell Me Goodbye" تم إصدار الأغنية كأغنية فردية في البلاد في 9 يونيو 2010، وكانت متوفرة في كل من إصدار الـCD والـCD & DVD.

بالتزامن مع البث الأولي للمسلسل في اليابان تم إصدار مجموعة صندوق موسيقى تصويرية فاخرة في 26 مايو 2010 بواسطة شركة بيينج. بالإضافة إلى عرض ثلاثة عشر موضوعًا صوتيًا وتسعة عشر آلة موسيقية على قرصين، يتضمن الإصدار كتابًا مصورًا من 72 صفحة مقتبسًا من الإصدار الكوري السابق وDVD من مقاطع الفيديو الموسيقية المستخدمة للترويج للمسلسل. تلك التي تم عرضها كانت "Hallelujah" لبيغ بانغ، و"Don't Forget" لبايك جي يونغ، و"Love of Iris" لشين سيونغ هون.
| 1.            | "Don't Forget (잊지말아요)"  | بايك دجي-يونغ   | 4:05  |       |       |       |       |       |       |       |       |       |
| 2.            | "Love of Iris"               | شين سيونغ هون   | 3:47  |       |       |       |       |       |       |       |       |       |
| 3.            | "Dreaming Dream (꿈을 꾸다)" | كيم تاي وو      | 4:22  |       |       |       |       |       |       |       |       |       |
| 4.            | "Hallelujah (할렐루야)"      | بيغ بانغ (فرقة) | 3:14  |       |       |       |       |       |       |       |       |       |
| 5.            | "Empty"                      | جوني            | 3:52  |       |       |       |       |       |       |       |       |       |
| 6.            | "Main Title"                 |                 | 2:26  |       |       |       |       |       |       |       |       |       |
| 7.            | "Mission of Destiny"         |                 | 2:27  |       |       |       |       |       |       |       |       |       |
| 8.            | "Assassination"              |                 | 3:06  |       |       |       |       |       |       |       |       |       |
| 9.            | "Fight Factory"              |                 | 2:17  |       |       |       |       |       |       |       |       |       |
| 10.           | "Destiny Love"               |                 | 4:01  |       |       |       |       |       |       |       |       |       |
| 11.           | "Pretty Love"                |                 | 3:50  |       |       |       |       |       |       |       |       |       |
| 12.           | "Sad Love"                   |                 | 2:53  |       |       |       |       |       |       |       |       |       |
| 13.           | "Hard Day"                   |                 | 2:33  |       |       |       |       |       |       |       |       |       |
| 14.           | "Midnight Run"               |                 | 2:46  |       |       |       |       |       |       |       |       |       |
| 15.           | "Bullets"                    |                 | 3:17  |       |       |       |       |       |       |       |       |       |
| 16.           | "No Way Out"                 |                 | 2:20  |       |       |       |       |       |       |       |       |       |
| المدة الكلية: | المدة الكلية:                | المدة الكلية:   | 51:16 | 51:16 | 51:16 | 51:16 | 51:16 | 51:16 | 51:16 | 51:16 | 51:16 | 51:16 |

| 1.  | "Dreaming Dream (꿈을 꾸다)"                        | كيم تاي وو    | 4:22 |
| 2.  | "Don't Forget (잊지 말아요)"                        | بايك دجي-يونغ | 4:05 |
| 3.  | "Can I Love (사랑하면 안되나요)"                    | سيو إن يونغ   | 3:41 |
| 4.  | "Hallelujah (할렐루야)"                             | بيغ بانغ      | 3:14 |
| 5.  | "Love Of Iris"                                      | شين سيونغ هون | 3:49 |
| 6.  | "True Love... (사랑 참...)"                         | ديسمبر        | 3:31 |
| 7.  | "How Do I Hold Back the Tears (어떻게 눈물 참는지)" | إي جونغ هيون  | 4:36 |
| 8.  | "Good for Everybody (너라서 좋았다)"                | جي هون        | 3:47 |
| 9.  | "Empty"                                             | جوني          | 3:52 |
| 10. | "Doraolsun Eomnayo (돌아올순 없나요)"               | December      | 3:44 |

### التجديد والرواية المصورة
تم نشر رواية من مجلدين قبل وأثناء العرض الأولي للمسلسل. بقلم تشاي وو دو تم نشر المجلد الأول في 12 أكتوبر 2009، وذلك قبل يومين من العرض الأول للبرنامج على قناة KBS. وتم نشر المجلد الثاني بعد شهر واحد بالضبط في 12 نوفمبر، وخلافًا لسابقه لم يتبع الحبكة النهائية للمسلسل التلفزيوني.
في يوليو 2010 تم التأكيد على أن الرواية المصورة آيريس كانت قيد الإعداد لإصدار خريف 2011. وتعود تقارير المشروع التي تظهر تشابه لي بيونغ هون وكيم تاي هي إلى أغسطس 2009 قبل بث المسلسل. وقد تم إطلاق الرواية المصورة أولاً في اليابان ثم في كوريا لاحقًا، واحتفظت الرواية المصورة بالعلاقة بين الذكور والإناث لكنها انحرفت عن السيناريوهات الواردة في القصة الأصلية.

### الفيديو المنزلي
تم إصدار آيريس على دي في دي المنطقة 3 في كوريا الجنوبية في 12 فبراير 2010 في مجموعة مكونة من 8 أقراص كاملة مع ترجمة باللغة الإنجليزية. وتضمنت عملية الضغط الأولى كتابًا مصورًا مؤلفًا من 50 صفحة يحتوي على صور غير منشورة سابقًا من إنتاج المسلسل.
في وقت سابق في 27 نوفمبر 2009 تم إصدار فيلم وثائقي مدته 100 دقيقة بعنوان تنقل آيريس DVD للسوق اليابانية، لتوثيق تصوير المسلسل في المجر واليابان وكوريا.
تم تعيين السلسلة الكاملة ليتم إصدارها عبر مجموعتين من علب أقراص DVD غير المصقولة في اليابان. وقد تم الإعلان عن الإصدار الأول لإصداره في 2 يوليو 2010 وبيعه بالتجزئة مقابل 19,950 ين (212 دولارًا أمريكيًا)، والثاني في 15 سبتمبر. وفي 3 أغسطس 2010 تم إصدار المجلد الأول على بلو راي مع المجموعة الثانية للمتابعة في 20 أكتوبر، كلاهما بسعر 25200 ين (268 دولارًا أمريكيًا). وتضمنت الضغوط الأولى بطاقات هوية NSS طبق الأصل ومجموعة بطاقات بريدية وقرص إضافي وكتيب بيانات مكون من 24 صفحة.
بالإضافة إلى ذلك بدأ إصدار مجموعتين من صناديق يوميات الإنتاج خلف الكواليس في اليابان بدءًا من 16 يونيو 2010. الأول يتبع تصوير الممثلين في أكيتا والمجر بينما يتتبع الثاني عملهم في كوريا وتم إصداره في 15 سبتمبر.

## الاستقبال
حقق المسلسل تقييمات عالية، واستمر ليصبح واحد من أكثر المسلسلات العام نجاحًا نقديًا وتجاريًا، وحصل على العديد من الجوائز لممثليه وإنتاجه
| حلقة #              | تاريخ البث الأصلي   | متوسط تقييم الجمهور | متوسط تقييم الجمهور        | متوسط تقييم الجمهور | متوسط تقييم الجمهور        |
| حلقة #              | تاريخ البث الأصلي   | تقييمات TNmS        | تقييمات TNmS               | إيه جي بي نيلسن     | إيه جي بي نيلسن            |
| حلقة #              | تاريخ البث الأصلي   | على الصعيد الوطني   | منطقة العاصمة الوطنية سيول | على الصعيد الوطني   | منطقة العاصمة الوطنية سيول |
| ------------------- | ------------------- | ------------------- | -------------------------- | ------------------- | -------------------------- |
| 1                   | 14 أكتوبر 2009      | 24.5٪               | 25.4٪                      | 20.3٪               | 21.3٪                      |
| 2                   | 15 أكتوبر 2009      | 25.3٪               | 26.1٪                      | 23.0٪               | 24.7٪                      |
| 3                   | 21 أكتوبر 2009      | 27.9٪               | 29.3٪                      | 25.9٪               | 27.5٪                      |
| 4                   | 22 أكتوبر 2009      | 26.2٪               | 27.2٪                      | 23.8٪               | 25.2٪                      |
| 5                   | 28 أكتوبر 2009      | 29.6٪               | 30.3٪                      | 26.7٪               | 28.1٪                      |
| 6                   | 29 أكتوبر 2009      | 28.9٪               | 29.8٪                      | 27.7٪               | 29.0٪                      |
| 7                   | 4 نوفمبر 2009       | 30.7٪               | 31.1٪                      | 27.8٪               | 27.9٪                      |
| 8                   | 5 نوفمبر 2009       | 30.9٪               | 31.9٪                      | 27.1٪               | 27.4٪                      |
| 9                   | 11 نوفمبر 2009      | 32.7٪               | 33.3٪                      | 28.2٪               | 28.9٪                      |
| 10                  | 12 نوفمبر 2009      | 33.7٪               | 34.5٪                      | 28.6٪               | 29.7٪                      |
| 11                  | 18 نوفمبر 2009      | 34.1٪               | 34.9٪                      | 29.3٪               | 30.1٪                      |
| 12                  | 19 نوفمبر 2009      | 31.3٪               | 32.3٪                      | 28.0٪               | 29.9٪                      |
| 13                  | 25 نوفمبر 2009      | 32.0٪               | 32.5٪                      | 29.6٪               | 31.0٪                      |
| 14                  | 26 نوفمبر 2009      | 32.5٪               | 33.4٪                      | 27.4٪               | 27.7٪                      |
| 15                  | 2 ديسمبر 2009       | 34.7٪               | 35.5٪                      | 30.6٪               | 32.5٪                      |
| 16                  | 3 ديسمبر 2009       | 35.7٪               | 36.5٪                      | 31.3٪               | 32.8٪                      |
| 17                  | 9 ديسمبر 2009       | 37.2٪               | 39.1٪                      | 32.8٪               | 34.0٪                      |
| 18                  | 10 ديسمبر 2009      | 35.7٪               | 37.8٪                      | 32.2٪               | 32.9٪                      |
| 19                  | 16 ديسمبر 2009      | 35.0٪               | 36.4٪                      | 31.6٪               | 33.2٪                      |
| 20                  | 17 ديسمبر 2009      | 39.9٪               | 41.8٪                      | 35.5٪               | 37.3٪                      |
| متوسط نسبة المشاهدة | متوسط نسبة المشاهدة | 31.9٪               | 33.0٪                      | 28.4٪               | 29.6٪                      |
| مميز                | 23 ديسمبر 2009      | 12.0٪               | 12.8٪                      | 10.0٪               | 10.5٪                      |

### الجوائز والترشيحات
| السنة | الجائزة                                          | الفئة                                                                                          | المتلقي                  | النتيجة |
| 2009  | حفل جوائز مسلسلات كي بي إس (KBS Drama Awards)    | الجائزة الكبرى (دايسانغ) (Grand Prize (Daesang))                                               | لي بيونغ هون             | فوز     |
| 2009  | حفل جوائز مسلسلات كي بي إس (KBS Drama Awards)    | جائزة أفضل ممثل (Top Excellence Award, Actor)                                                  | لي بيونغ هون             | رُشِّح     |
| 2009  | حفل جوائز مسلسلات كي بي إس (KBS Drama Awards)    | جائزة أفضل ممثل (Top Excellence Award, Actor)                                                  | كيم سونغ وو              | رُشِّح     |
| 2009  | حفل جوائز مسلسلات كي بي إس (KBS Drama Awards)    | جائزة أفضل ممثلة (Top Excellence Award, Actress)                                               | كيم تاي هي               | رُشِّح     |
| 2009  | حفل جوائز مسلسلات كي بي إس (KBS Drama Awards)    | جائزة الممثل المتميز في الدراما متوسطة الطول (Excellence Award, Actor in a Mid-length Drama)   | جونغ جون هو              | فوز     |
| 2009  | حفل جوائز مسلسلات كي بي إس (KBS Drama Awards)    | جائزة الممثل المتميز في الدراما متوسطة الطول (Excellence Award, Actor in a Mid-length Drama)   | كيم سونغ وو              | فوز     |
| 2009  | حفل جوائز مسلسلات كي بي إس (KBS Drama Awards)    | جائزة الممثل المتميز في الدراما متوسطة الطول (Excellence Award, Actor in a Mid-length Drama)   | لي بيونغ هون             | رُشِّح     |
| 2009  | حفل جوائز مسلسلات كي بي إس (KBS Drama Awards)    | جائزة الممثلة المتميزة في دراما متوسطة الطول (Excellence Award, Actress in a Mid-length Drama) | كيم تاي هي               | فوز     |
| 2009  | حفل جوائز مسلسلات كي بي إس (KBS Drama Awards)    | جائزة الممثلة المتميزة في دراما متوسطة الطول (Excellence Award, Actress in a Mid-length Drama) | كيم سو يون               | رُشِّح     |
| 2009  | حفل جوائز مسلسلات كي بي إس (KBS Drama Awards)    | أفضل ممثل مساعد (Best Supporting Actor)                                                        | يون جو سانغ              | فوز     |
| 2009  | حفل جوائز مسلسلات كي بي إس (KBS Drama Awards)    | أفضل ممثل جديد (Best New Actor)                                                                | توب                      | رُشِّح     |
| 2009  | حفل جوائز مسلسلات كي بي إس (KBS Drama Awards)    | جائزة مستخدمي الانترنت لممثل (Netizen Award, Actor)                                            | لي بيونغ هون             | فوز     |
| 2009  | حفل جوائز مسلسلات كي بي إس (KBS Drama Awards)    | جائزة الممثلة الأكثر الشعبية (Popularity Award, Actress)                                       | كيم سو يون               | فوز     |
| 2009  | حفل جوائز مسلسلات كي بي إس (KBS Drama Awards)    | جائزة أفضل زوجين (Best Couple Award)                                                           | لي بيونغ هون وكيم تاي هي | فوز     |
| 2010  | حفل توزيع جوائز بايكسانغ للفنون السادس والأربعون | أفضل دراما (Best Drama)                                                                        | آيريس                    | فوز     |
| 2010  | حفل توزيع جوائز بايكسانغ للفنون السادس والأربعون | أفضل مخرج تليفزيوني (Best Director (Television))                                               | يانغ يون هو وكيم كيو تاي | رُشِّح     |
| 2010  | حفل توزيع جوائز بايكسانغ للفنون السادس والأربعون | أفضل ممثل تليفزيوني (Best Actor (Television))                                                  | لي بيونغ هون             | فوز     |
| 2010  | حفل توزيع جوائز بايكسانغ للفنون السادس والأربعون | أفضل ممثلة تلفزيونية (Best Actress (Television))                                               | كيم تاي هي               | رُشِّح     |
| 2010  | حفل توزيع جوائز بايكسانغ للفنون السادس والأربعون | أفضل ممثلة تلفزيونية (Best Actress (Television))                                               | كيم سو يون               | رُشِّح     |
| 2010  | حفل توزيع جوائز الدراما الكورية الثالث           | أفضل دراما                                                                                     | آيريس                    | رُشِّح     |
| 2010  | حفل توزيع جوائز الدراما الكورية الثالث           | أفضل مدير إنتاج في مسلسل قصير (Best Production Director in a Miniseries)                       | كيم كيو تاي              | فوز     |
| 2010  | حفل توزيع جوائز الدراما الكورية الثالث           | أفضل ممثل                                                                                      | لي بيونغ هون             | رُشِّح     |
| ----- | ------------------------------------------------ | ---------------------------------------------------------------------------------------------- | ------------------------ | ------- |
| 2010  | حفل توزيع جوائز الدراما الكورية الثالث           | أفضل ممثلة                                                                                     | كيم تاي هي               | رُشِّح     |
| 2010  | حفل توزيع جوائز الدراما الكورية الثالث           | أفضل منتج                                                                                      | تشونغ تاي وون            | فوز     |
| 2010  | حفل توزيع جوائز سيول الدولية للدراما الخامس      | الممثل الكوري المتميز (Outstanding Korean Actor)                                               | لي بيونغ هون             | فوز     |

## مسلسل مشتق
أُعلن عن سلسلة مشتقة ومستوحاة من المسلسل لبدء التصوير في عام 2010 وعرضها لأول مرة في وقت لاحق في نفس العام بعد نجاح آيريس. من بطولة جونغ وو سونغ وتشا سيونغ وون وسو آي وتشوي سي وون ولي جي آه، تم تصوير مسلسل أثينا: إلهة الحرب في الموقع في عدد من المواقع الخارجية، بما في ذلك إيطاليا ونيوزيلندا واليابان والولايات المتحدة. وقد أكد رئيس الإنتاج في تايون إنترتينمنت (Taewon Entertainment) تشونغ تاي وون في مقابلة في 31 مايو 2010 أن آيريس وأثينا سيقعان في نفس الكون، مما يسمح بالانتقال بين شخصيات الامتيازين. وكان من المتوقع أن يستمر التصوير في أثينا لأكثر من خمسة أشهر مع بدء الإنتاج في كوريا في يونيو قبل الانتقال إلى إيطاليا في يوليو. وقد تم عرض المسلسل لأول مرة في 13 ديسمبر 2010 على قناة SBS وشهد نهايته في 21 فبراير 2011. وقبل وقت قصير من انتهاء المسلسل نُقل عن رئيس الإنتاج أنه يعرب عن اهتمامه بإنتاج تتابعات لمواصلة أثينا وربطها بمدخلات أخرى في الامتياز التجاري.

## الجزء الثاني
تم الإعلان في الأصل عن مسلسل تتمة حقيقية بعنوان مؤقت آيريس 2 وذلك في أكتوبر 2011. في وقت الإعلان كان ما قبل الإنتاج جاريًا وكان من المتوقع أن يبدأ التصوير التقديري للتكملة في مارس 2011. صرح ممثلو تايوون للإنتاج (Taewon Productions) في أبريل 2010 أنهم يتوقعون تمثيل النجوم الأصليين من دراما الجزء الأول لي بيونغ هون وكيم تاي هي وكيم سو يون في التتمة. وفي وقت لاحق وقبل البث النهائي لأثينا مباشرة أكد المنتج الرئيسي تشونغ تاي وون أنه يتوقع أن يتم إنتاج آيريس 2 في الوقت المناسب للعرض الأول في خريف 2012. في الوقت نفسه تم الإبلاغ عن أن السلسلة المقترحة لا تزال في مرحلة ما قبل الإنتاج مع كتاب السيناريو في عملية صياغة القصة. وكشف تشونغ أيضًا أنه لم يتم اتخاذ أي قرارات بشأن اختيار الممثلين وأن طاقم الكتابة كانوا يحضرون نسختين محتملتين من السلسلة نتيجة لذلك - أحدهما يضم الممثلين الأصليين بالكامل والآخر سيشهد عودة قلة مختارة فقط. وتم التأكيد رسميًا على أن أبطال المسلسل الأصلي لي بيونغ هون وكيم تاي هي لن يقوموا في النهاية بإعادة تمثيل أدوارهم في التكملة في 24 أغسطس 2012.
في 13 سبتمبر 2012 تم الإعلان عن عرض الممثل السينمائي والتلفزيوني المخضرم جانغ هيوك على دور البطولة في آيريس 2. وتم تأكيد الممثلة لي دا هاي في 18 سبتمبر على أنها تتطلع إلى دور البطولة في المسلسل، والذي سيعيد لم شملها مع النجم المشارك جانغ هيوك من عملهما في المسلسل التاريخي تشونو الحائز على جوائز في 2010. وبالإضافة إلى تأكيد البطلين في 19 سبتمبر تم إجراء العديد من الإضافات إلى فريق التمثيل مع تأكيد كل من كيم سونج وو وكيم مين جونغ وكيم يونغ تشول وإيم سوهيانغ وأوه يون سو لوجودهم في المسلسل. وقد وقع كيم سونغ وو على إعادة تمثيل دور وكيل كوريا الشمالية بارك تشول يونغ الذي ظهر سابقًا في آيريس وأثينا، بينما من المقرر أن يعود كيم مين جونغ باعتباره المنشق كيم جي سو من أثينا، وكيم يونغ تشيول سيعود كالشرير من السلسلة الأصلية بايك سان. والعديد من الآخرين بما في ذلك كانغ جي يونغ من فرقة البوب الكورية الجنوبية كارا، ويون دو جون من فرقة الصبيان B2ST، ولي جون من MBLAQ تمت مناقشتهم جميعًا حول الأدوار جنبًا إلى جنب مع الممثل الأمريكي دانيال هيني.
تم عرض آيريس 2 لأول مرة في 13 فبراير 2013.

## الفيلم الروائي
آيريس: الفيلم هو تحرير طويل لمسلسل تلفزيوني من 20 حلقة لدور السينما. على الرغم من عدم وجود قصة مختلفة فقد تم تصوير مشاهد إضافية توسعت في القصة الأصلية، بما في ذلك نهاية ممتدة جديدة تمامًا. وتم عرض الفيلم لأول مرة في الدورة الرابعة والثلاثين لمهرجان هونغ كونغ السينمائي الدولي، ثم تم عرضه لاحقًا للمشترين الدوليين المحتملين في مهرجان كان السينمائي 2010 مع مدة عرض تبلغ 123 دقيقة. وتم إصدار الفيلم عبر شركة توزيع المحتوى Cine21 في كوريا في 22 نوفمبر 2010، وتم الإعلان عن إطلاقه على IPTV وشبكات الكابل و100 موقع على الإنترنت. يشمل موزعو العنوان كادوكاوا بكتشرز (Kadokawa Pictures) في اليابان وآي كيبل للترفيه (I-cable Entertainment) في هونغ كونغ والبرسيم للأفلام (Clover Films) في سنغافورة.
شهد الفيلم عرضه المسرحي الأول في اليابان في 8 يناير 2011 تحت عنوان آيريس: الأخير (IRIS: The Last).

## وصلات خارجية
- آيريس على موقع IMDb (الإنجليزية)
- آيريس على موقع نتفليكس (الإنجليزية)
- آيريس على موقع فيلمافينيتي (الإسبانية)
- آيريس على موقع كينوبويسك (الروسية)
- آيريس على موقع ألو سيني (الفرنسية)
- آيريس على موقع قاعدة بيانات الفيلم (الإنجليزية)